# يو إف سي 286
يو أف سي 286: عثمان ضد إدواردز 3 (بالإنجليزية: UFC 286: Edwards vs. Usman 3)‏ هو حدث لفنون القتال المختلطة نظمته يو إف سي، سيُقام في 18 مارس 2023 في ذا أوه2 أرينا في لندن، إنجلترا.

## بطاقة القتال
1. ↑  على لقب بطولة يو إف سي للوزن الثقيل.

المصدر: 

## الجوائز الإضافية
حصل المقاتلون التالية أسماؤهم على مكافآت قدرها 50 ألف دولار.
- قتال الليلة: جاستن غيثي ضد رافائيل فيزيف
- أداء الليلة: جونار نيلسون وجيك هادلي